# Burg Wildenau (Pliezhausen)
Die Burg Wildenau ist eine abgegangene Niederungsburg im Ortsteil Rübgarten der Gemeinde Pliezhausen im Landkreis Reutlingen in Baden-Württemberg.
Die Burg, als deren ehemalige Besitzer die Ritter von Wildenau genannt werden, wurde 1232 erwähnt und um 1406 zur Zeit der Ortsherrschaft der Volen von Wildenau zerstört. 
Im Jahr 1406 hatten zwei Brüder (die Volen von Wildenau) einen heftigen Streit. Der ältere hatte das Schloss und wollte dem jüngeren nichts geben, sondern meinte, dieser solle seinen Unterhalt mit Kriegen verdienen. Der jüngere Bruder verklagte deshalb den älteren beim Hofgericht in Rottweil, aber der ältere achtete nicht auf das Gebot des Gerichtes. Hierauf rief der jüngere Bruder die Stadt Rottweil um Hilfe an und erhielt von ihr Mannschaft und Geschütz, womit er den älteren vertrieb und das Schloss gänzlich zerstörte.
1302 wurde der Weiler Wildenau im Reichenbach erwähnt.

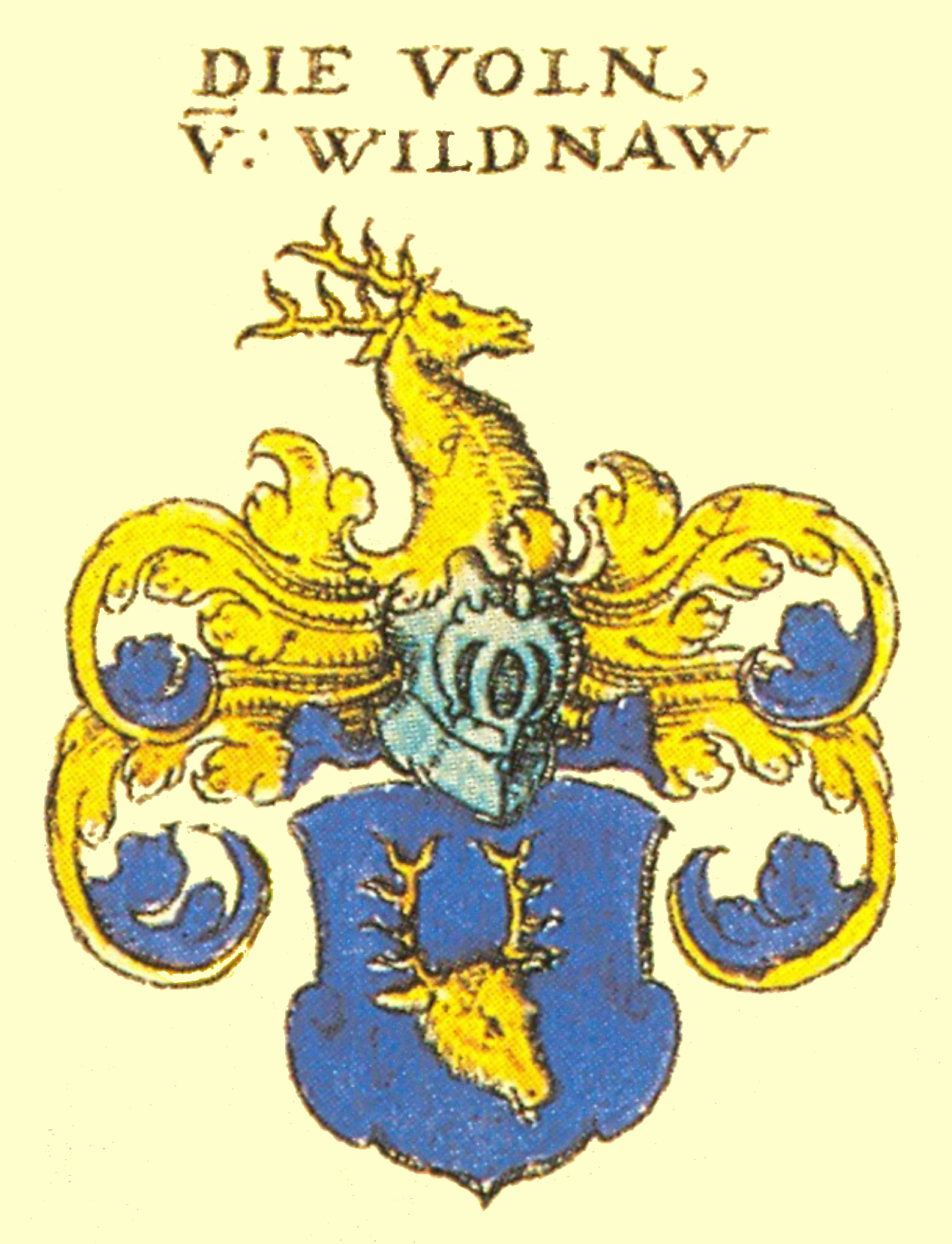
Wappen der schwäbischen Adelsfamilie Vol von Wildenau
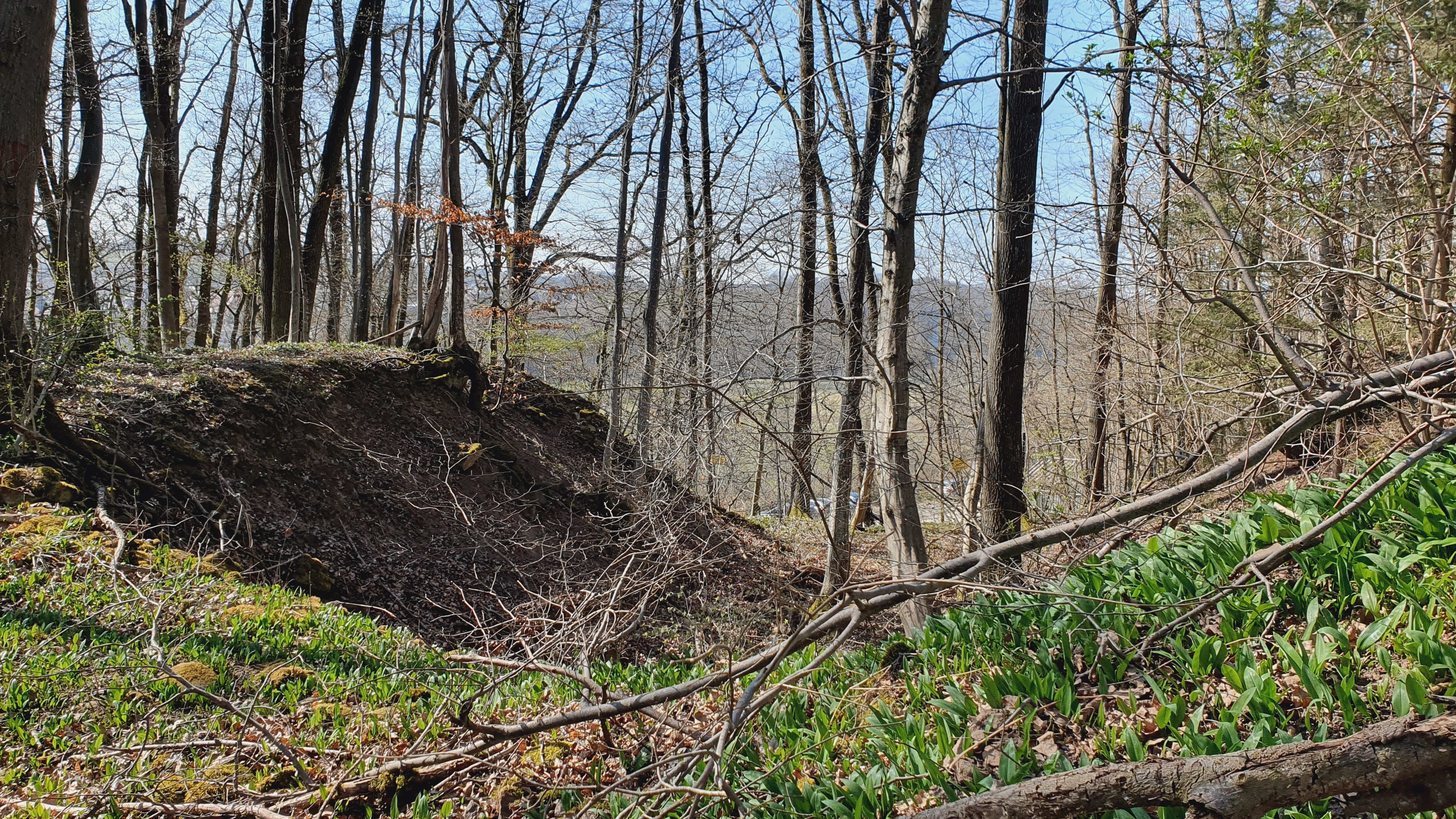
Halsgraben und Burgstelle in Spornlage
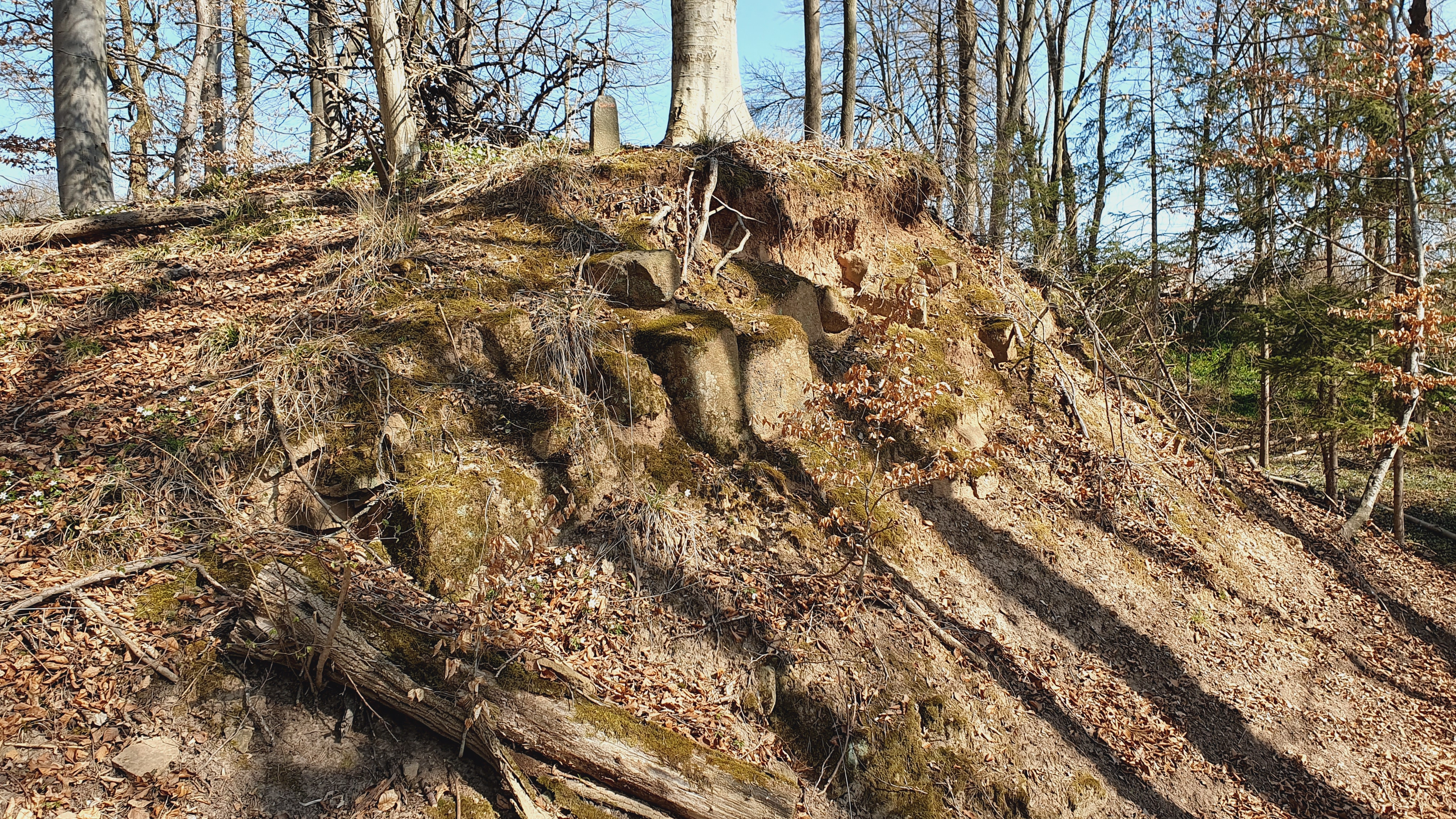
Grundmauerreste an der Burgstelle
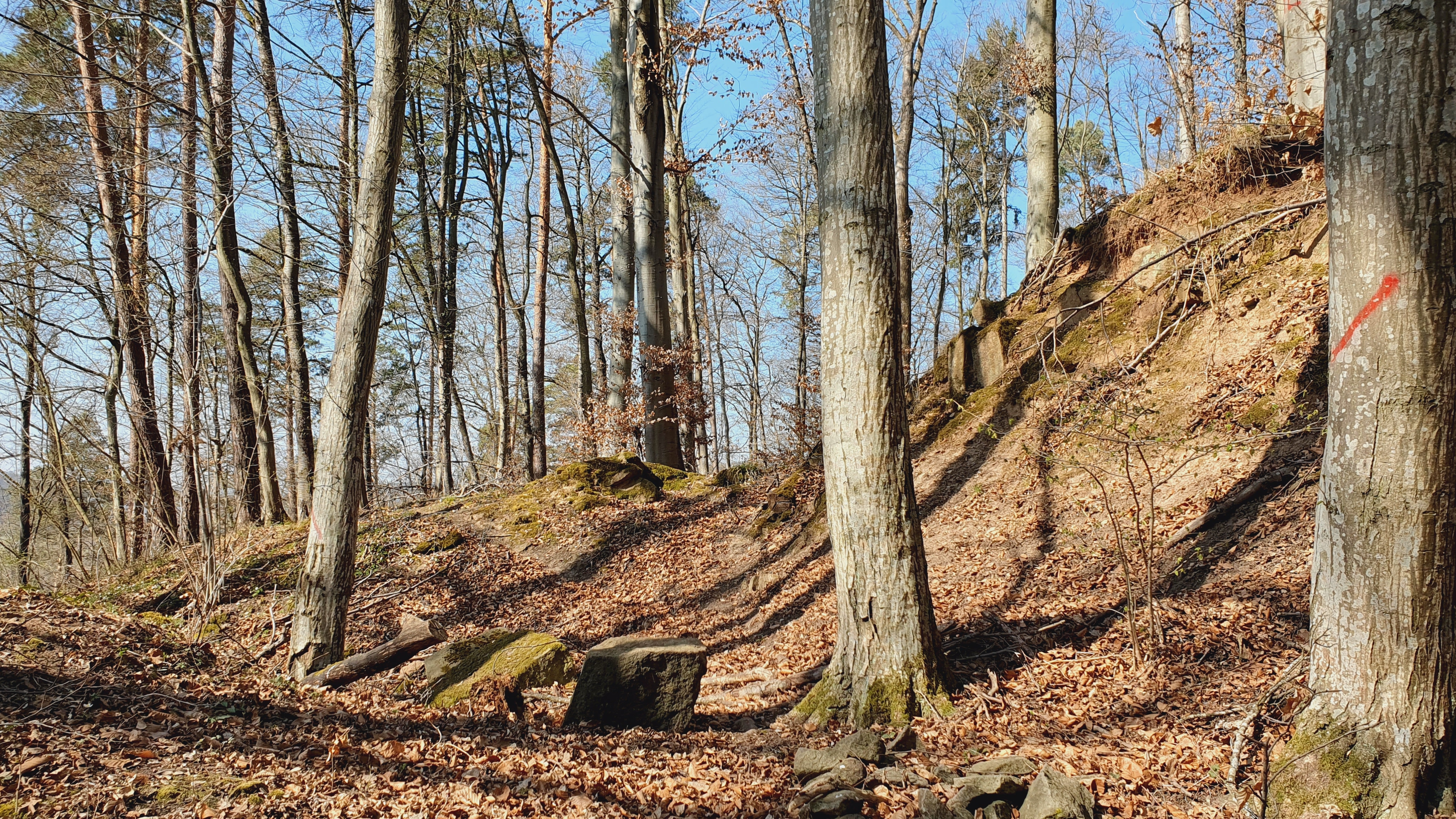
Der Burghügel rechts mit Resten des Burggrabens